# Mamut południowy
Mamut południowy (†Mammuthus meridionalis) – jeden z pierwszych gatunków mamutów, wywodzący się od wcześniejszego †Mammuthus africanavus.
Pojawił się około 2,5 milionów lat temu a wymarł prawdopodobnie ok. 1,5 miliona lat temu. Jest to gatunek kluczowy dla ewolucji mamutów. Z jednej strony dał początek gałęzi euroazjatyckiej, której najlepiej znanym przedstawicielem jest mamut włochaty (†M. primigenius), z drugiej wywodzą się od niego mamuty północnoamerykańskie. Gatunek ten przekroczył most lądowy Beringa ok. 1,7 miliona lat temu podczas jednego z ociepleń. Mamut południowy miał rozmiary zbliżone do rozmiarów dzisiejszego słonia afrykańskiego (Loxodonta africana). Budowa zębów trzonowych świadczy o przejściu z pokarmu zawierającego dużo liści do pokarmu, w którym dominowały trawy stepowe, typowego dla późniejszych gatunków. Przypuszczalnie mamut południowy posiadał okrywę włosową, ale na pewno mniej gęstą niż u zimnolubnego mamuta włochatego.